# Siegmund von Herberstein

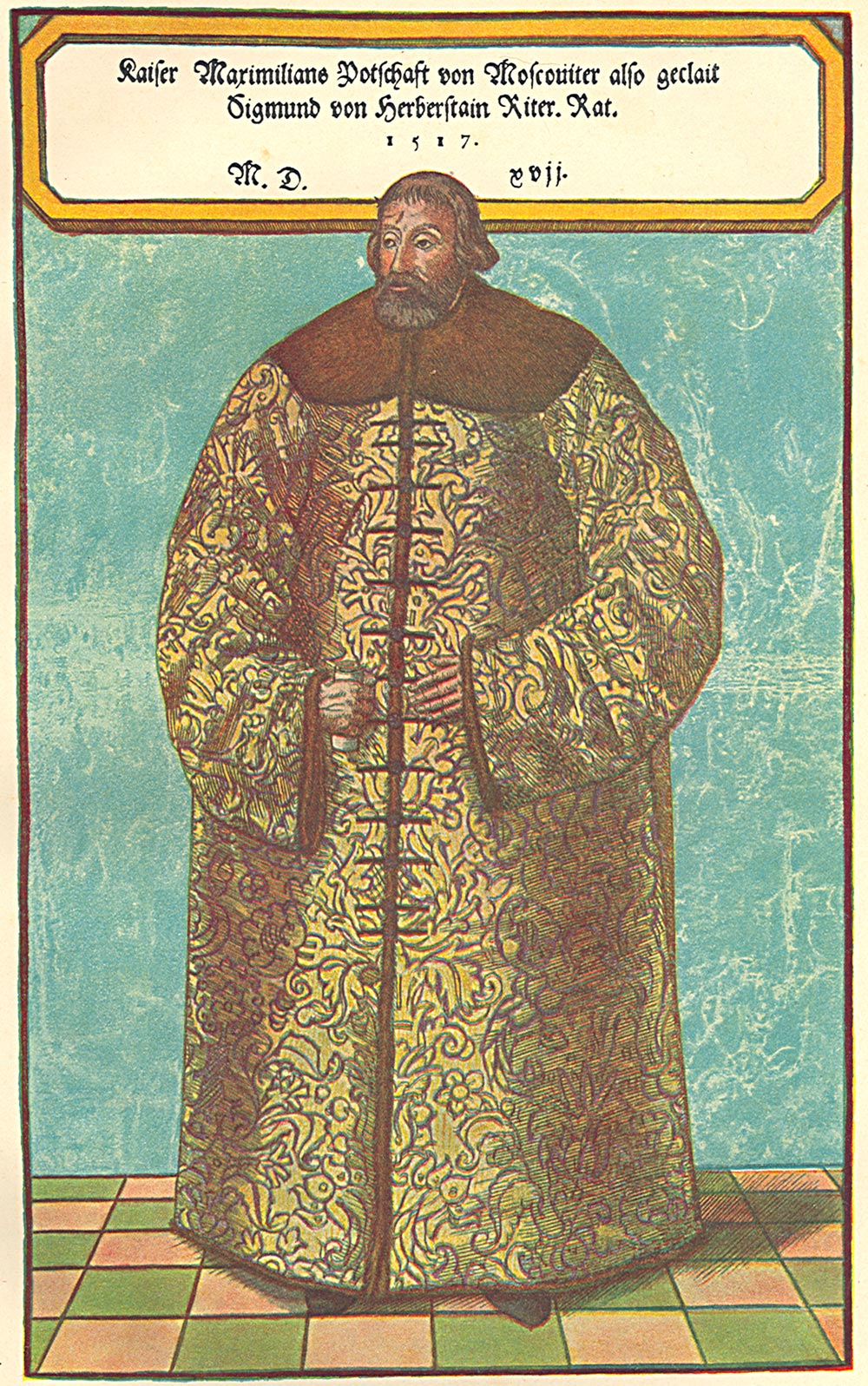
Siegmund von Herberstein i rysk dress

Titelblad till "Moscouiter wunderbare Historien" av Herberstein, 1567.

Siegmund von Herberstein, född 24 augusti 1486 i Vipava, död 28 mars 1566 i Wien, var en österrikisk friherre, diplomat och historieskrivare.
Herberstein deltog med utmärkelse i kriget mot Republiken Venedig 1509 och 1514 samt användes därefter av kejsarna Maximilian I och Karl V i en mängd diplomatiska uppdrag. Så sändes han 1516 till Danmark för att söka åstadkomma ett bättre förhållande mellan Kristian II och hans gemål Elisabet av Österrike. 
Herberstein besökte Ryssland två gånger (1516–18 och 1526–27), och förnämsta frukten av dessa resor blev verket Rerum moscoviticarum commentarii (1549; bland annat  utgivet av Starczewski i "Scriptores exteri sæculi XVI. Historiæ ruthenicæ", 1841–43, två band), vilket innehåller viktiga bidrag till Rysslands historia. Hans självbiografi (till 1553) är tryckt i "Fontes rerum austriacarum" (avdelning 1, band I, 1855).